# Remo Venucci
Remo Venucci (Wnoucsek) (Rijeka 4. veljače 1903.- Rijeka 13. studenog 1987.) inženjer strojarstva i orguljaš iz redova riječkih Talijana. Bio je brat blizanac slikara i kipara Romola. Dao je velik doprinos rekonstrukciji grada Rijeke nakon Drugog svjetskog rata.

## Životopis
Pohađao je Srednju industrijsku školu u Rijeci (građevinski smjer i brodogradnju). Strojarstvo je diplomirao i specijalizirao (specijalist za strojarske instalacije) na Institut Technique Superieur u Fribourgu, Švicarska. 
U Cantieri Navali del Quarnero radio je na projektiranju energetskih uređaja i instalacija za sve vrste brodova i podmornica. Godine 1934. projektirao je zgradu »Dopolavoro dei Cantieri Navali del Quarnero«, odnosno »Radnički dom«, koji je tada bio centar društvenog, sportskog i kulturno-umjetničkog života zaposlenih u riječkom brodogradilištu. 
Nakon rata ostaje, kao jedini inženjer, u Brodogradilištu 3. Maj, za koje je napravio cjelovitu procjenu štete, izradio planove za generalnu rekonstrukciju i odigrao neprocjenjivu ulogu u njegovoj obnovi.  
Projektirao je i brod Abbazia (1939.), prema kojemu je kasnije izgrađeno šest brodova iz serije Pjesnici. Sudjelovao je u obnovi broda Galeb te predavao u Industrijskoj školi. Osnovao je strojarski odjel Rijeka Projekta te projektirao instalacije na kisik i acetilen za sva brodogradilišta u Hrvatskoj,  instalacije za riječke bolnice i fakultete,  sve instalacije za Vojnu bolnicu u Splitu te za mnogobrojne zgrade u Rijeci i Hrvatskoj.
Svestranim znanjem, visokom profesionalnošću i bespoštednim radom, inž. Venucci je u jednom od najtežih razdoblja povijesti grada Rijeke, radeći na svim vitalnim objektima (brodogradilišta, fakulteti, bolnice, škole, tvornice itd.) dao vrlo značajan doprinos rekonstrukciji svog voljenog rodnog grada nakon Drugog svjetskog rata (a i drugih gradova u Hrvatskoj).
Stalnim stručnim usavršavanjem i učenjem, dokazao se ne samo kao vrhunski stručnjak na polju energetike, već se uspješno okušao i na poljima arhitekture, brodogradnje i graditeljstva.

## Djelomičan popis projekata
Od 1953. do 1965. inž. Venucci djelovao je kao šef strojarskog odjela „Rijeka Projekta“. U tom je svojstvu projektirao:
- instalacije centralnog grijanja, vode, komprimiranog zraka, acetilena i kisika za brodogradilišta u Puli, Kraljevici, Malom Lošinju i Splitu
- istalacije ventilacije zračnog grijanja, klimatizacije i termičke toplane za Rafineriju nafte „Boris Kidrić“ u Rijeci
- sve instalacije s kotlovnicom i podstanicama za Opću bolnicu „Dr. Z. Kučić u Rijeci“
- sve instalacije za stambeno naselje Turnić u Rijeci
- sve instalacije za radničko kupatilo bazena Sušak u luci Rijeka
- sve instalacije uređaja za dozrijevanje banana u luci Rijeka
- energetske instalacije za Vojno-medicinski centar u Splitu
- sve instalacije za Medicinski fakultet i Patološki institut u Rijeci
- uređaje za centralno grijanje u kotlovnici, uređaje komprimiranog zraka i centralnog grijanja upravne zgrade, restorana i kuhinje Autotransa
- instalacije zračnog grijanja i ventilacije za ambulantu u Lovranu
- instalacije centralnog grijanja, dovoda hladne vode, odvoda vode, pripreme tople vode za radničko-službenički restoran Tvornice papira
- instalacije tople i hladne vode za „Luku“ 
- razne energetske instalacije Strojarskog fakulteta u Rijeci
- vodovod i plinaru za Voplin u Rijeci
- instalacije vodovoda i kanalizacije za OŠ Centar u Rijeci
- instalacije grijanja i ventilacije za lakirnice za riječki Autotrolej
- instalacije centralnog grijanja za upravu zgradu MUP-a, za luku Bakar, za Riječko sjemenište, za Župni dom na Drenovi, za samostan „Nazaret“
- centralno grijanje i hidraulične insatalacije za Hotel Dražice (Krk) i za Hotel Katarina (Rovinj)
-  kotlovnice za OŠ Škurinje
- energetske instalacije Titove lovačke kuće u Gorskom kotaru (Lividraga-Gerovo)
- bazen na solarnu energiju za Dječju bolnicu Kantrida (vjerojatno prvi takve vrste na području bivše Jugoslavije) itd.

## Glazbeno djelovanje
S glazbom se Remo Venucci družio od malih nogu. Kao sedmogodišnjak, zajedno s bratom Romolom, pjevao je u kapucinskom dječjem zboru koji je vodio pater Anselmo Canjuga. Upravo je kod Canjuge počeo učiti orgulje, solfeggio, harmoniju i kontrapunkt. Studij je nastavio kod talijanskog orguljaša i skladatelja Gastona de Zuccolija. 
Aktivno je djelovao u riječkim crkvama punih šezdeset godina, od 1920., kada ga je provincijal kapucina Bernardin Škrivanić imenovao orguljašem i zborovođom crkve, pa sve do 1980.  Jedno je vrijeme, od 1929. do 1931., svirao u čak četiri crkve: Kapucinskoj, Assunti, Sv. Vidu i Sv. Jerolimu. 
Pobrinuo se i za elektrifikaciju orgulja u sve četiri crkve (orgulje su do tada funkcionirale na pneumatskom principu). Kao orguljaš posjedovao je izvanrednu tehniku pedala. Kao kapelnik njegovao je duhovnu glazbu, od gregorijanskog korala do skladbi 20. stoljeća. Tijekom djelovanja pripremio je za izvedbu poznatu Palestrininu peteroglasnu Missa Papae Marcelli, četveroglasnu Misu Otta Nicolaija za soliste, zbor i orkestar, Perosijevu I. i II. Missa Pontificalis prilikom inauguracije Gornje kapucinske crkve 1929. itd. 
Nakon Drugog svjetskog rata bio je orguljaš i kapelnik Salezijanske crkve Marije Pomoćnice i sv. Vida (1974. – 80.). 
Surađivao je s glazbenicima Guidom Smareglia i Marcellom Tybergom.